# El proceso de Burgos
El proceso de Burgos és un llargmetratge documental espanyol, dirigit per Imanol Uribe, sobre el consell de guerra realitzat arran de l'assassinat del comissari de la brigada polític-social de Guipúscoa, Melitón Manzanas, en un atemptat d'ETA el 2 d'agost de 1968.

## Argument
La pel·lícula és una recopilació d'entrevistes i testimoniatges dels empresonats i encausats en el consell de guerra del procés de Burgos, que es va dur a terme després de declarar-se l'estat d'excepció a Guipúscoa i ser detingudes centenars de persones arran de l'atemptat.

## Palmarès cinematogràfic
- Perla del Cantàbric a la millor pel·lícula de parla hispana, en el Festival Internacional de Cinema de Sant Sebastià.